# تربتیچ (منطقه جیندریچو هردک)
تربتیچ (منطقه جیندریچو هردک) (به لاتین: Třebětice (Jindřichův Hradec District)) یک سکونتگاه مسکونی در جمهوری چک است که در Jindřichův Hradec District واقع شده‌است.

## خصوصیات
تربتیچ ۶٫۹۱ کیلومترمربع مساحت و ۲۹۸ نفر جمعیت دارد و ۴۸۷ متر بالاتر از سطح دریا واقع شده‌است.